# Remilitarização da Renânia
A Crise da Renânia (ou também remilitarização Renânia ou ocupação da Renânia) foi uma crise diplomática provocada pela remilitarização dessa região da Alemanha, por ordem de Adolf Hitler em 7 de março de 1936.

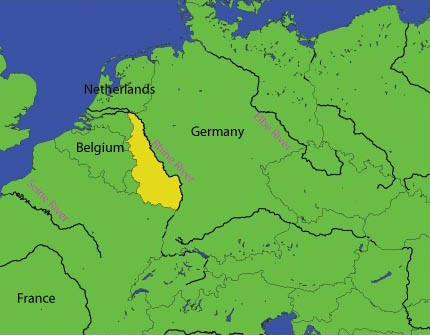
A Renânia é composta de parte da Alemanha principalmente a oeste do Rio Reno (em amarelo), mas também partes na margem direita. Em 1919 com o Tratado de Versalhes, a região foi desmilitarizada. Durante o governo de Hitler, o tratado foi violado e o exército alemão voltou à região. Não houve reação imediata por parte da França e do Reino Unido.

Em resposta à ratificação do apoio franco-soviético, em 27 de fevereiro de 1936, Hitler reocupa a zona desmilitarizada da Renânia para restaurar a soberania do III Reich na fronteira ocidental da Alemanha, continuando a violar as disposições do Tratado de Versalhes. 
O destacamento militar foi escasso, médio e até mesmo ridículo, mas o fato consistia numa violação do Tratado de Versalhes e do mais recente Tratados de Locarno. A área da Renânia, a leste do Rio Reno, era de importância estratégica diante de qualquer possível invasão da França pela Alemanha (e vice-versa) ao constituir uma barreira natural do rio dentro do território da Alemanha. A região foi ocupada pelas tropas aliadas no final da Primeira Guerra Mundial, que se retiraram em 1930, cinco anos antes do acordo, em uma demonstração de reconciliação para a República de Weimar, não sem deixar um ressentimento na população local que saudou com entusiasmo a remilitarização de Hitler. 
A crise diplomática foi curta e foi de alcance limitado, pois, apesar do exército francês poder ter respondido de forma eficaz e facilmente (na verdade, o exército alemão tinha ordens para não resistir e retirar se necessário), os governos francês e britânico continuaram com a política de apaziguamento que posteriormente viria a permitir a Hitler a incorporação da Áustria e, posteriormente, permitir a ocupação da Tchecoslováquia após a Crise dos Sudetos, na sequência do expansionismo irredentista que levou à Segunda Guerra Mundial. 